# Mokoomba
Mokoomba ist eine Band aus Simbabwe. Sie tritt häufig in Europa und Nordamerika auf.

## Geschichte
Die Band wurde 2002 im Chinotimba Township von Victoria Falls von Schülern gegründet. Der Name steht für den Respekt vor dem Sambesi und das Leben an diesem Fluss. Seit 2008 sind die Musiker professionell tätig.
Im Jahr 2008, nach einem Auftritt beim Music Crossroads InterRegional Festival im malawischen Lilongwe, erhielten sie die Einladung zu einer Europatournee und zu Aufnahmen für ein erstes Album. Kweseka erschien 2009. Die Lieder sind in unterschiedlichen Sprachen wie Chitonga, Ndebele, Chichewa, Luvale, Englisch und Shona geschrieben und handeln vom Leben in Simbabwe. Nach ihrer Europatour 2009 führte sie auch im Folgejahr eine Konzertreise nach Europa, wo sie auf vielen Festivals spielten. Ihr zweites Album Rising Tide wurde von der ivorischen Sängerin und Bassistin Manou Gallo produziert und erschien 2012. 13 Gastmusiker wirkten mit, unter anderem mit Blechblasinstrumenten, Kora und Cello. Anschließend tourte Mokoomba erneut durch Europa, wo sie unter anderem auf dem WOMAD-Festival, dem Roskilde-Festival und dem Sziget-Festival auftraten. 2017 entstand das selbstproduzierte Album Luyando (deutsch: „Mutterliebe“), das vorwiegend akustisch instrumentiert ist und hauptsächlich von Traditionen handelt, insbesondere aus der Heimatregion der Musiker. Anschließend unternahm Mokoomba eine weitere Tournee durch Europa und Nordamerika.

## Stil

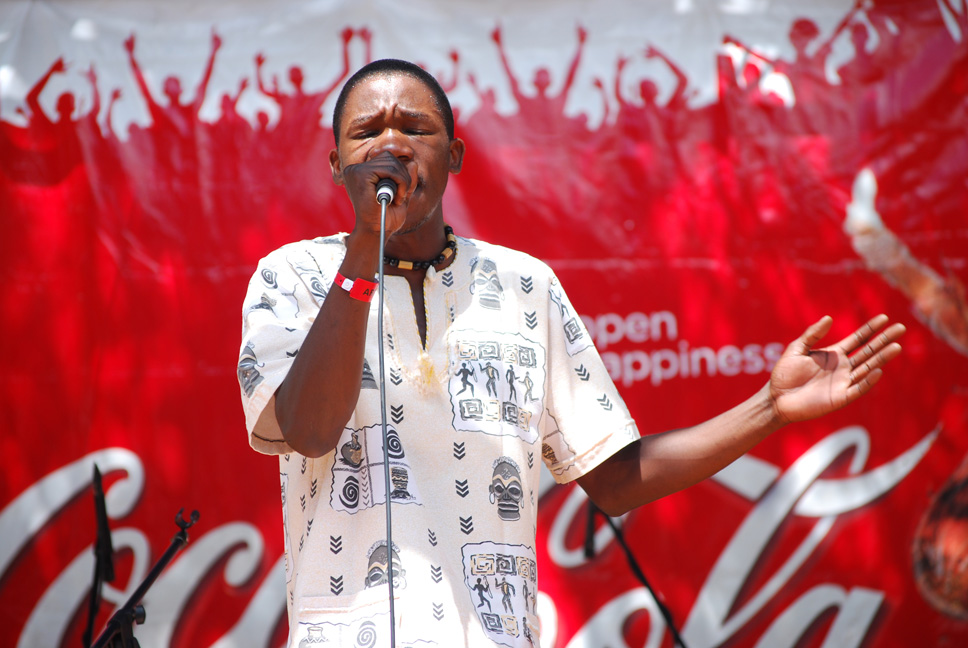
Mathias Muzaza (2011)

Die Musik der Band enthält Elemente von Afropop – dominiert von Tonga-Rhythmen –, Funk und Reggae. Der Stil wird auch als Afro-Fusion bezeichnet. Weiterhin sind Einflüsse aus Lateinamerika und Westafrika vertreten. Viele Stücke werden im Call-and-Response-Modus vorgetragen.

## Diskografie
- 2009: Kweseka
- 2012: Rising Tide
- 2017: Luyando

## Auszeichnungen
- 2013: Best Newcomer, Songlines Music Awards
- 2017: Top of the World Album, Songlines Music Magazine
- 2018: Afro Pop Award
- 2018: Songlines Music Award (nominiert)

## Dokumentarfilm
2010: Mokoomba: From One River Bank to Another. Von François Ducat und Frank Dalmat, 26 min.